# Maurice Frilot
Maurice Emmett Frilot (* 29. November 1940 in Denver; † 30. Oktober 2021 in Parker, Colorado) war ein US-amerikanischer Boxer.

## Werdegang
Maurice Frilot, der in Denver aufwuchs, besuchte dort die Annunciation Catholic School. Er diente bei den United States Marine Corps und war dort viermaliger Marineweltmeister im Weltergewicht. Bei den Olympischen Sommerspielen 1964 in Tokio schied er im Weltergewichtsturnier in seinem Erstrundenkampf gegen Ernest Mabwa aus Uganda aus. Zwischen 1962 und 1965 gewann er die United States Armed Forces Inter-Service Championship im Weltergewicht.
Von 1965 bis 2006 arbeitete Frilot als Maschinenschlosser bei der Gates Rubber Company.